# Zvučni bilabijalni ploziv
Zvučni bilabijalni ploziv suglasnik je koji postoji većini jezika, a u međunarodnoj fonetskoj abecedi za njega se koristi simbolom [b].
Glas postoji u standardnom hrvatskom i svim narječjima; pravopis hrvatskog jezika također se koristi simbolom b, (vidjeti slovo b).
Više jezika ima glas [b] nego bezvučni bilabijalni ploziv [p].
U indijskim jezicima kao što je Hindi postoje varijante s aspiracijom i bez nje.
Karakteristike su:
- po načinu tvorbe jest ploziv
- po mjestu tvorbe jest bilabijalni suglasnik
- po zvučnosti jest zvučan.